# Bruno Bauer
Bruno Bauer (6. září 1809 Eisenberg, knížectví Sachsen-Altenburg — 13. dubna 1882 Rixdorf u Berlína) byl německý teolog, kritik náboženství, filosof a historik.

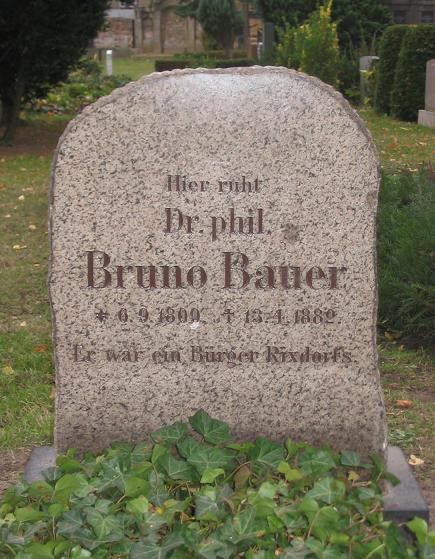
Hrob Bruno Bauera

Bauer vystudoval evangelickou theologii, stal se však ateistou a kritizoval náboženství jakožto formu odcizení. V mládí měl coby přední postava mladohegelovského hnutí vliv na Karla Marxe a další socialisty. Po březnové revoluci 1848 se však uchýlil ke konzervativním postojům a také myšlenkám, které byly interpretovány jako antisemitské.
Bauer zašel v kritice křesťanského náboženství mnohem dále než David Strauss, tj. zámitl historickou realitu Ježíše Krista. Na rozdíl od Strausse považoval Bauer příběhy Evangelií za produkt vědomých výmyslů jednotlivých osob. Východiskem pro Bauera nebylo Hegelovo učení o substanci duchu lidu, ale jeho učení o sebepoznání. Bauer tvrdil, že sebeuvědomění je všemocné, že celé dějiny jsou projevem jeho tvořivé činnosti, všechny překážky na cestě lidstva neexistují samy o sobě, ale pouze proto, že si sebeuvědomění neuvědomilo svoji nekonečnou moc. Sebeuvědomění vytváří duchovní skutečnost, jež odpovídá úrovni jeho vlastního vývoje, později ji ničí, aby ji pozvedlo na nový, vyšší stupeň. Této fichtovské koncepce využíval Bauer ke kritice náboženství.
Polemika mezi Bauerem a Straussem skončila vítězstvím Bauera, a jeho filozofie sebeuvědomění se stala základní teoretickou platformou mladohegelovství.